# カイル・レイヒー
- カイル・リーヒー

カイル・ヤンドウ・レイヒー（Kyle Yandow Leahy, 1997年6月4日 - ）は、アメリカ合衆国コロラド州ボルダー郡ボルダー出身のプロ野球選手（投手）。右投右打。MLBのセントルイス・カージナルス所属。

## 経歴
2018年のMLBドラフト17巡目（全体513位）でセントルイス・カージナルスから指名され、プロ入り。契約後、傘下のアパラチアンリーグのルーキー級ジョンソンシティ・カージナルスでプロデビュー。13試合（先発10試合）に登板して4勝3敗2セーブ、防御率5.52、45奪三振を記録した。
2019年はA級ピオリア・チーフス、A+級パームビーチ・カージナルス、AA級スプリングフィールド・カージナルスでプレーし、3チーム合計で23試合（先発22試合）に登板して5勝13敗、防御率3.73、102奪三振を記録した。
2020年は新型コロナウイルスの影響でマイナーリーグの試合が開催されなかったため、公式戦の登板は無かった。
2021年はAA級スプリングフィールドでプレーし、25試合（先発10試合）に登板して0勝8敗、防御率8.20、63奪三振を記録した。
2022年はAA級スプリングフィールドとAAA級メンフィス・レッドバーズでプレーし、2チーム合計で28試合（先発26試合）に登板して10勝7敗、防御率5.29、146奪三振を記録した。オフにはアリゾナ・フォールリーグに参加し、ソルトリバー・ラフターズに所属した。
2023年はAAA級メンフィスで開幕を迎えた。7月6日にメジャー契約を結んでアクティブ・ロースター入りし、翌7日のシカゴ・ホワイトソックス戦でメジャーデビュー。この年メジャーでは3試合に登板した。レギュラーシーズン終了後の10月26日にマイナー契約となってAAA級メンフィスへ配属された。
2024年もAAA級メンフィスで開幕を迎えたが、4月30日にメジャー契約を結んでアクティブ・ロースター入りした。以降は昇降格を繰り返しながらメジャーでは33試合に登板して1勝1敗1セーブ3ホールド、防御率4.07、33奪三振を記録した。

## 詳細情報

### 年度別投手成績
| 年 度    | 球 団    | 登 板 | 先 発 | 完 投 | 完 封 | 無 四 球 | 勝 利 | 敗 戦 | セ 丨 ブ | ホ 丨 ル ド | 勝 率 | 打 者 | 投 球 回 | 被 安 打 | 被 本 塁 打 | 与 四 球 | 敬 遠 | 与 死 球 | 奪 三 振 | 暴 投 | ボ 丨 ク | 失 点 | 自 責 点 | 防 御 率 | W H I P |
| -------- | -------- | ----- | ----- | ----- | ----- | -------- | ----- | ----- | -------- | ----------- | ----- | ----- | -------- | -------- | ----------- | -------- | ----- | -------- | -------- | ----- | -------- | ----- | -------- | -------- | ------- |
| 2023     | STL      | 3     | 0     | 0     | 0     | 0        | 0     | 1     | 0        | 0           | .000  | 15    | 1.2      | 4        | 1           | 5        | 0     | 1        | 2        | 0     | 0        | 4     | 4        | 21.60    | 5.40    |
| 2024     | STL      | 33    | 0     | 0     | 0     | 0        | 1     | 1     | 1        | 3           | .500  | 158   | 48.2     | 40       | 4           | 10       | 0     | 1        | 33       | 3     | 0        | 23    | 22       | 4.07     | 1.02    |
| MLB：2年 | MLB：2年 | 36    | 0     | 0     | 0     | 0        | 1     | 2     | 1        | 3           | .333  | 173   | 50.1     | 46       | 5           | 10       | 0     | 4        | 43       | 3     | 0        | 20    | 18       | 4.65     | 1.17    |

- 2024年度シーズン終了時

### 年度別守備成績
| 年 度 | 球 団 | 投手（P） | 投手（P） | 投手（P） | 投手（P） | 投手（P） | 投手（P） |
| 年 度 | 球 団 | 試 合     | 刺 殺     | 補 殺     | 失 策     | 併 殺     | 守 備 率  |
| ----- | ----- | --------- | --------- | --------- | --------- | --------- | --------- |
| 2023  | STL   | 3         | 0         | 0         | 0         | 0         | ----      |
| 2024  | STL   | 33        | 1         | 3         | 1         | 1         | .800      |
| MLB   | MLB   | 36        | 1         | 3         | 1         | 1         | .800      |

- 2024年度シーズン終了時

### 背番号
- 64（2023年）
- 62（2024年 - ）